# Avidi Cassi
Gai Avidi Cassi (llatí: Gaius Avidius Cassius) va ser un destacat general de Marc Aureli i usurpador del tron imperial que va governar breument Egipte i Síria el 175. El seu nom de naixement era 'Gaius Avidius Cassius (de naixement) i Imperator Caesar Gaius Avidius Cassius Augustus (com a emperador)

## Orígens i família
Era nascut a Cirrus, a Síria, fill de Júlia Càssia Alexandria i Heliodor, un gran orador que va ser nomenat prefecte d'Egipte, va tenir tres fills amb la seva dona Volúsia Meciana que foren Avidi Heliodor, Mecià i Avídia Alexandra.

## Carrera militar i política
La seva carrera inicial és poc coneguda. Mentre Luci Ver romania inactiu a Antioquia, Cassi va dirigir la guerra contra els parts (162), i en una gloriosa campanya van capturar Selèucia de Piera i Ctesifont (165), com a Llegat de la Legió III Gallica.
Va entrar a formar part del Senat romà i va ser Cònsol el 160 i entre el 161-163. Després va ser nomenat Governador romà de Síria el 166 i el 172 va sufocar una revolta a Egipte organitzada per una tribu de saquejadors que vivia a les zones pantanoses, anomenats en grec boukoloi. Llavors l'emperador el va nomenar governador de totes les províncies orientals i va exercir la seva tasca amb fidelitat i fermesa.

## Emperador
El 175 va rebre falsos rumors de la mort de Marc Aureli i es va fer proclamar emperador amb suports a totes les províncies orientals. Aparentment, també tenia el suport de l'esposa de Marc Aureli, Faustina Menor, sabedora de la mala salut de l'emperador. Marc Aureli, però, es va recuperar i va intentar mantenir la revolta de Cassi en secret, fins que els rumors van ser massa forts per ser ocultats. Llavors es va dirigir a les seves tropes, lamentant la traïció del seu "amic estimat". El senat romà va declarar Cassi enemic públic. La fidelitat de Marci Ver, governador de Capadòcia, va salvar l'emperador, ja que, gràcies a la seva resistència, Marc Aureli va poder reunir les legions que havien estat lluitant contra els quades i els marcomans i marxar contra Cassi. Avidi Cassi va ser coronat emperador el 3 de maig del 175 i després de només tres mesos i sis dies, va caure assassinat pels seus propis soldats. El seu cap el van enviar a l'emperador, que no el va voler veure i va ordenar que fos enterrat.